# Traminda pallida
Traminda pallida là một loài bướm đêm trong họ Geometridae.